# Dendrophthora serpyllifolia
Dendrophthora serpyllifolia là một loài thực vật có hoa trong họ Santalaceae. Loài này được (Griseb.) Krug & Urb. mô tả khoa học đầu tiên năm 1896.